# La Adrada
La Adrada è un comune spagnolo di 1 960 abitanti situato nella comunità autonoma di Castiglia e León.